# Tramea aquila
Tramea aquila är en trollsländeart som beskrevs av Maurits Anne Lieftinck 1942. Tramea aquila ingår i släktet Tramea och familjen segeltrollsländor. Inga underarter finns listade i Catalogue of Life.